# Gassel
Pour les articles homonymes, voir Gassel.

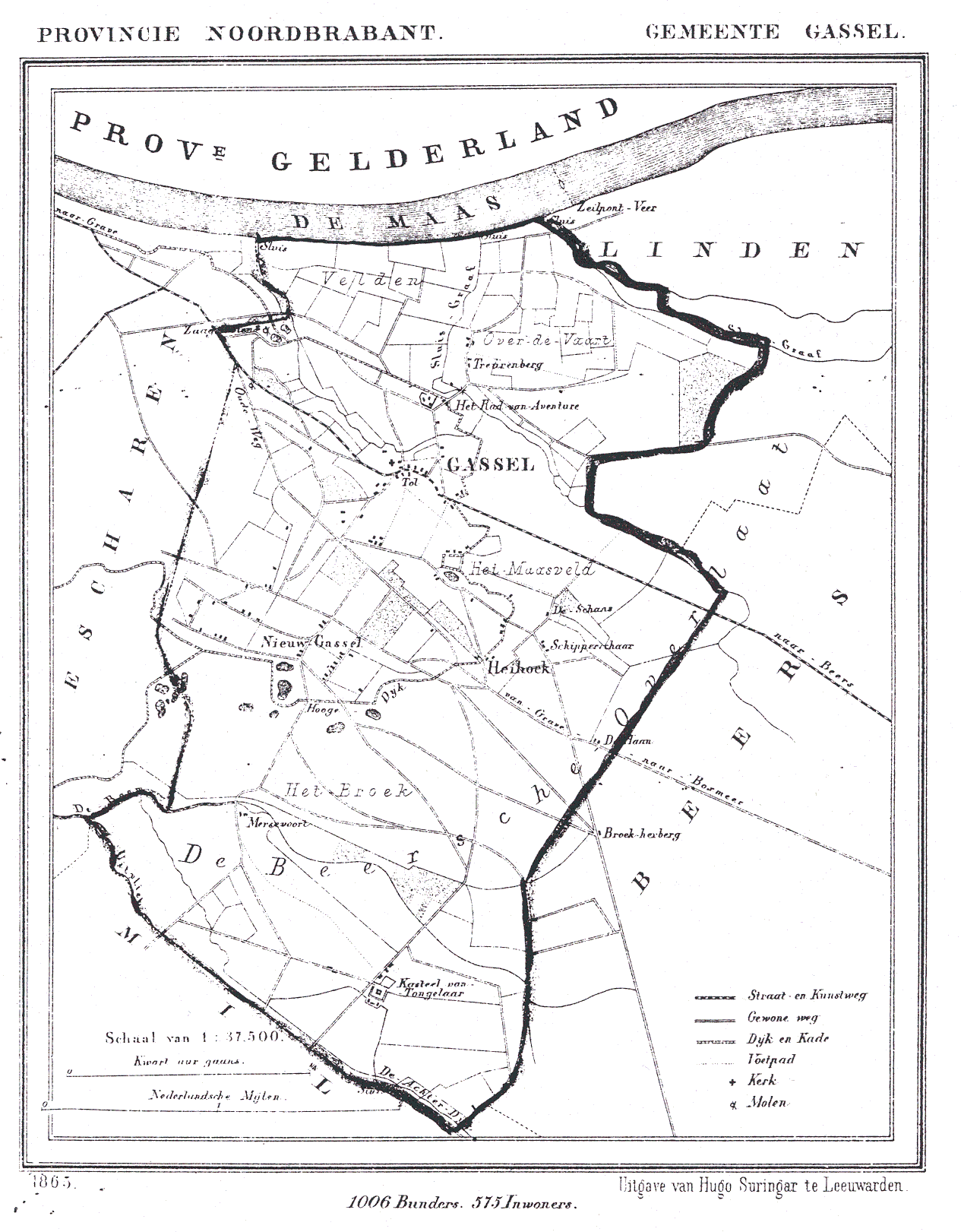
Gassel en 1865

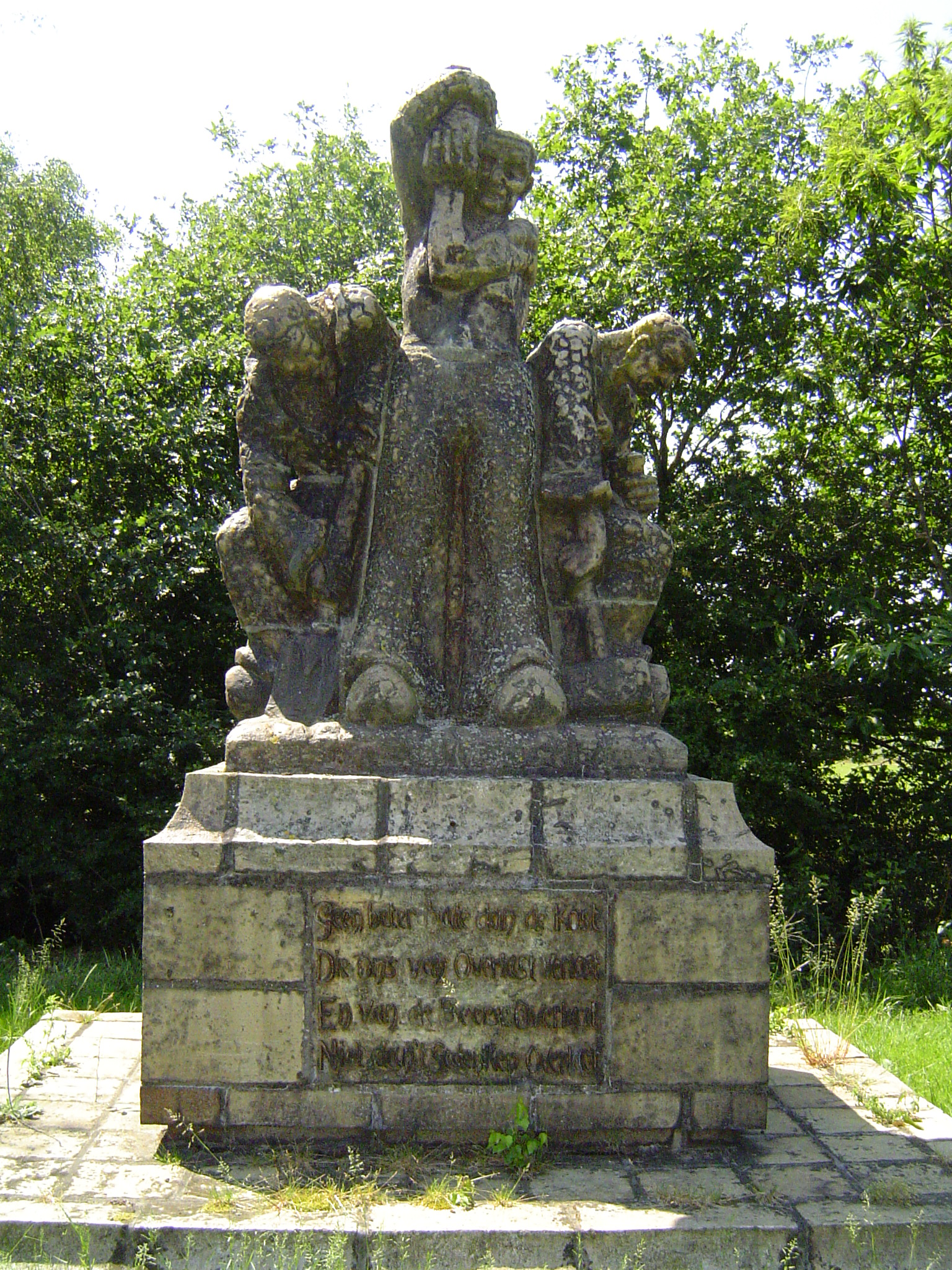
Gassel-Beers, monument commémorant la fermeture du Déversoir de Beers

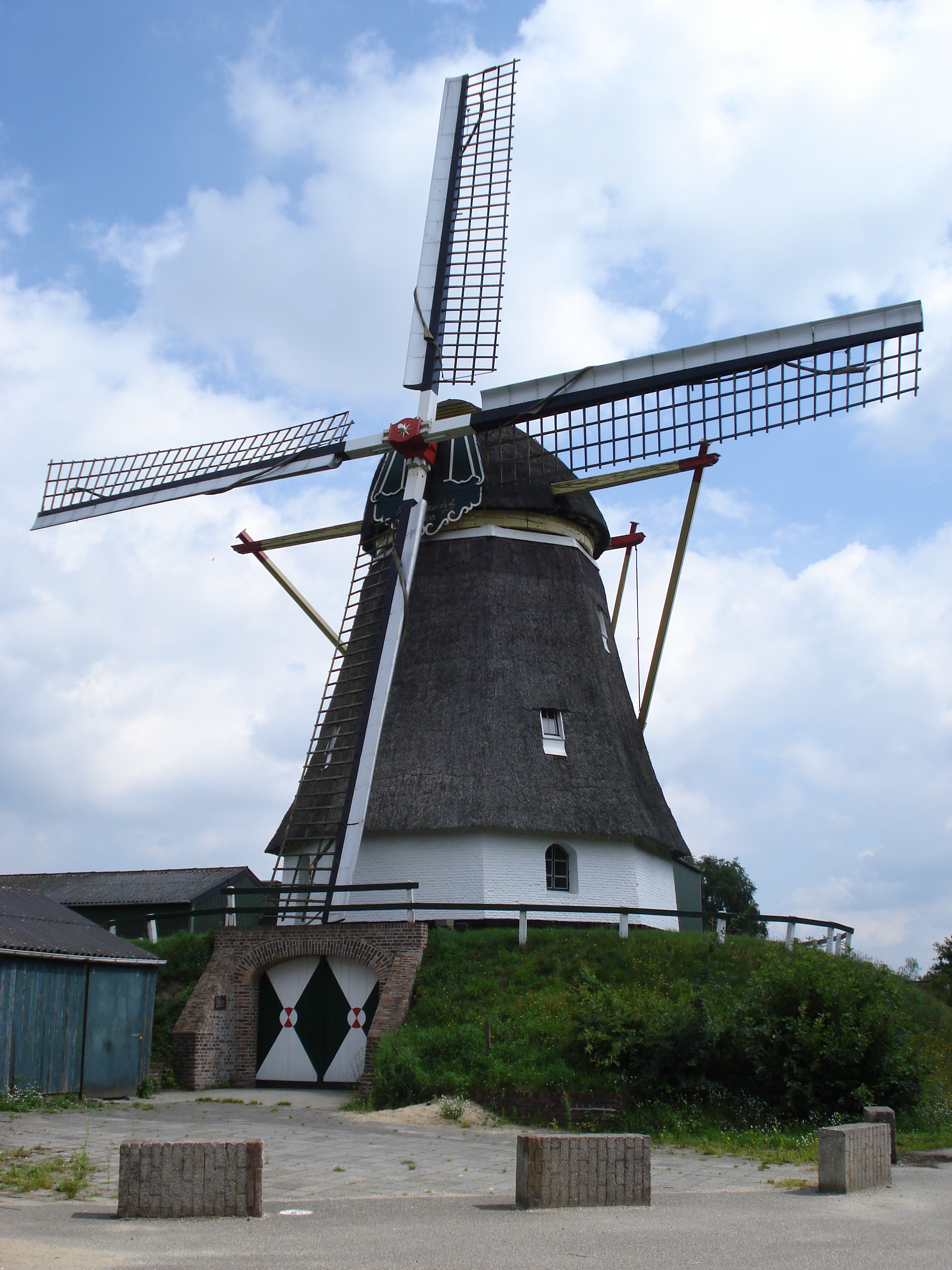
Gassel, moulin Bergzicht

Gassel est un village néerlandais dans le nord-est de la province du Brabant-Septentrional sur la rive gauche de la Meuse. Gassel a été une commune indépendante jusqu'en 1942, année de rattachement à l'ancienne commune de Beers, formée des localités Beers, Gassel et Linden. En 1994, Beers et Linden sont attachés à la commune de Cuijk et Gassel à la commune de Grave.
Le 1er janvier 2007, Gassel compte 1 169 habitants.

## Histoire
Gassel est un village agricole dans l'ancienne seigneurie de Cuijk, dont il partage l'histoire. Le village est construit sur un donk, tertre de sable entre des marécages. Les fermes occupent les flancs du tertre et les champs sont en bas autour. Au centre du tertre se trouve l'église néo-gothique Saint Jean Baptiste de 1877, qui a remplacé une église antérieure. Un deuxième habitat, Nieuw-Gassel s'est formé plus tard. Par contraste, le centre autour de l'église est surnommé Vieux-Gassel.

## Déversoir de Beers
Gassel est situé entre deux digues : au nord celle de la Meuse et au sud celle du Beerse Overlaat, Déversoir de Beers. Ce déversoir est un quai bas de la Meuse mis en place en 1922 entre Linden et Gassel. C'était une mesure de sécurité pour régulariser les inondations fréquentes de la rive gauche de la Meuse. Le déversoir déviait en temps de crue le trop-plein de la Meuse vers la zone inondable du Maaskant pour rejoindre la Meuse à la hauteur de Bois-le-Duc. Le Déversoir de Beers est fermé en 1942. Actuellement, on étudie la possibilité d'une réinstallation du déversoir.

## Château Tongelaar
Tongelaar est un domaine médiéval appartenant aux seigneurs de Cuijk. En 1282, Jean I de Cuijk cède le domaine à Florent V, Comte de Hollande. La motte féodale du IXe siècle est remplacée au XVe siècle par le château actuel. À la fin du XVIIIe siècle une aile est ajouté en forme de ferme.

## Moulin Bergzicht
Gassel possède un très beau moulin octogonal sur pied de pierre, les murs et le toit couvert de chaume. Le moulin date de 1808 ; il a été brûlé en 1814 par les Français pendant le siège de Grave et il est rebâti en 1817. Le moulin sert toujours pour moudre toutes sortes de blé. Avec 25 m d'envergure des ailes, il est le moulin le plus grand dans le Pays de Cuijk.

## Galerie de photos

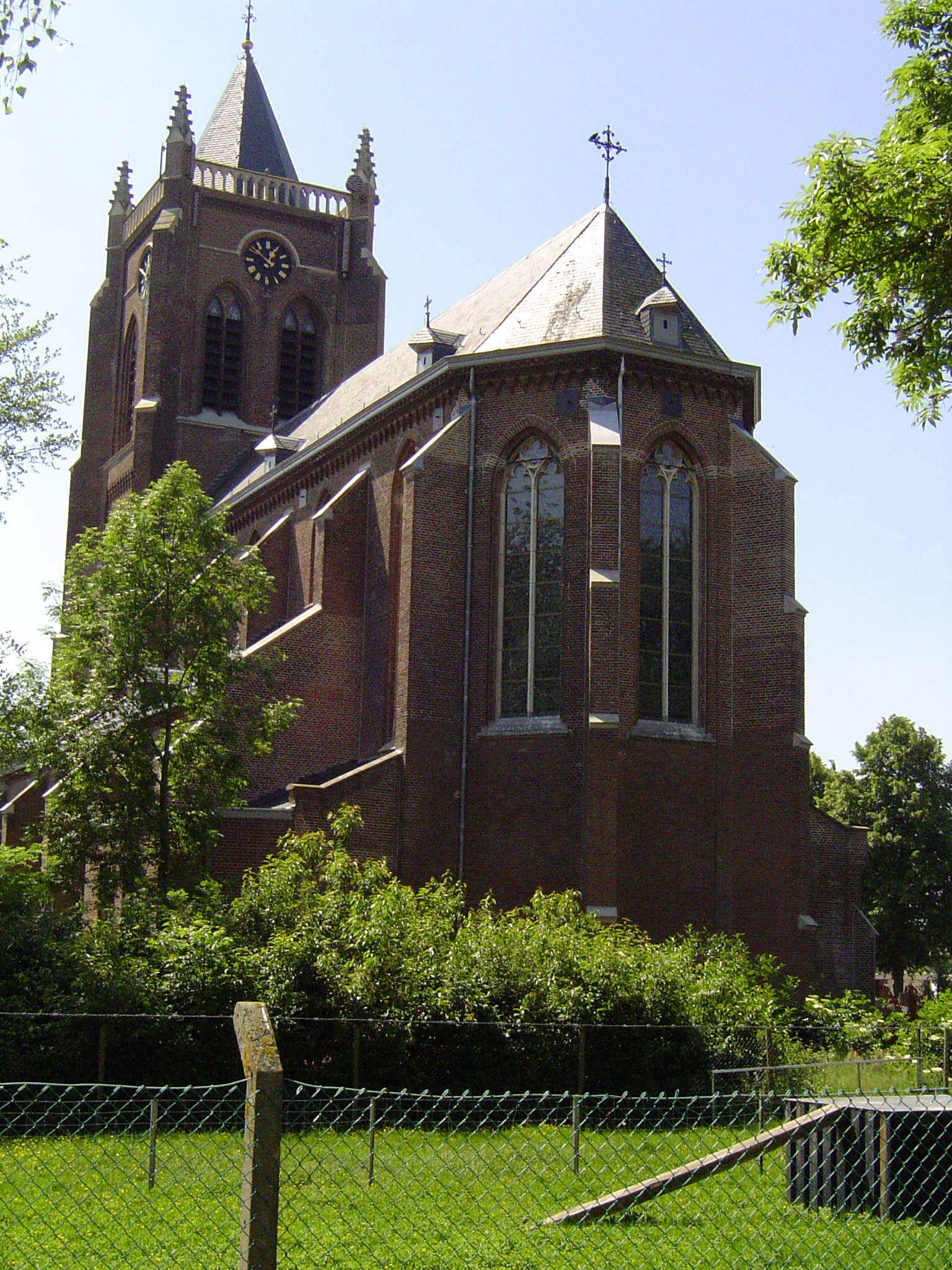
Gassel, l'église
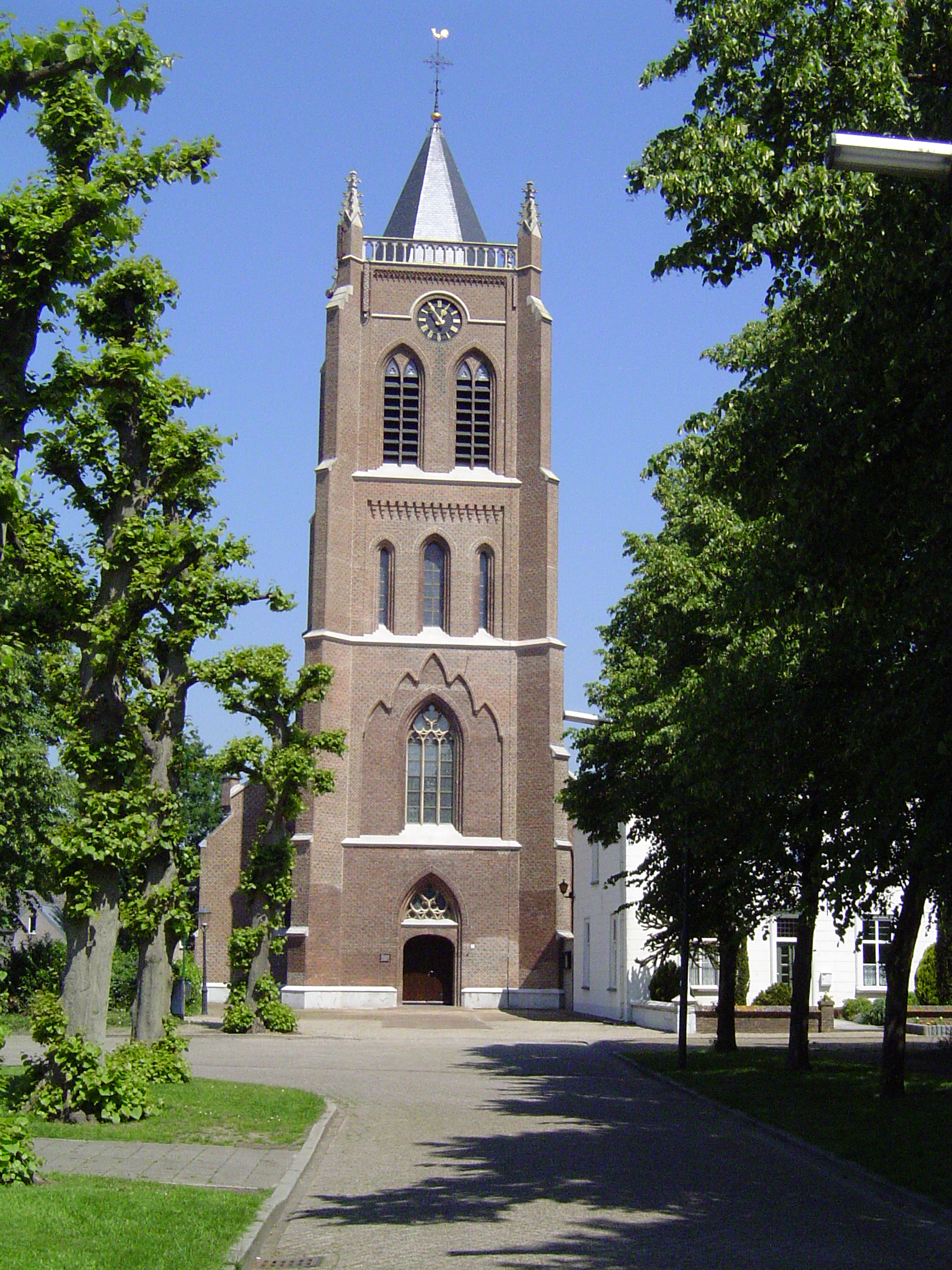
Gassel, tour de l'église
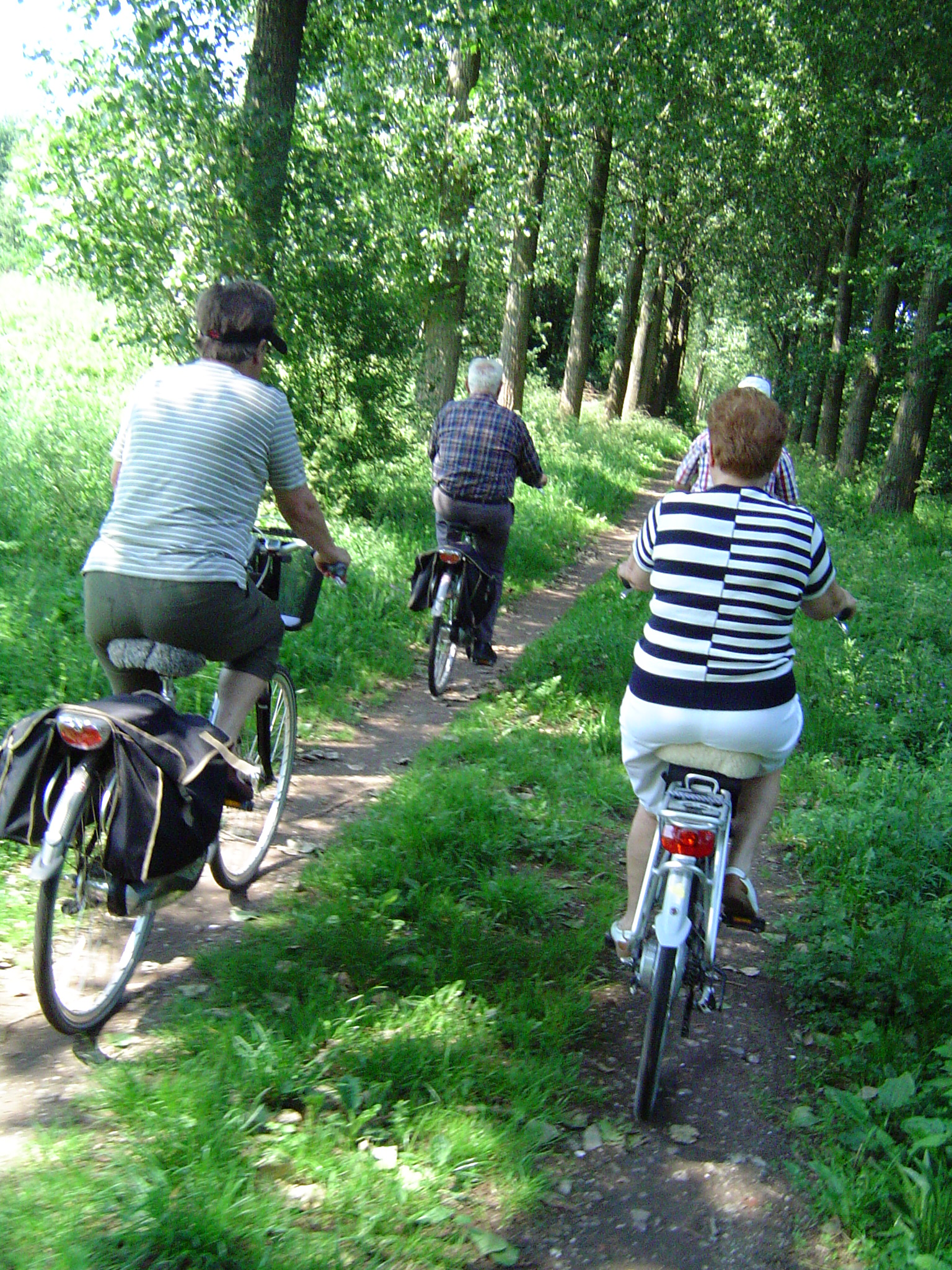
Gassel, cyclotourisme
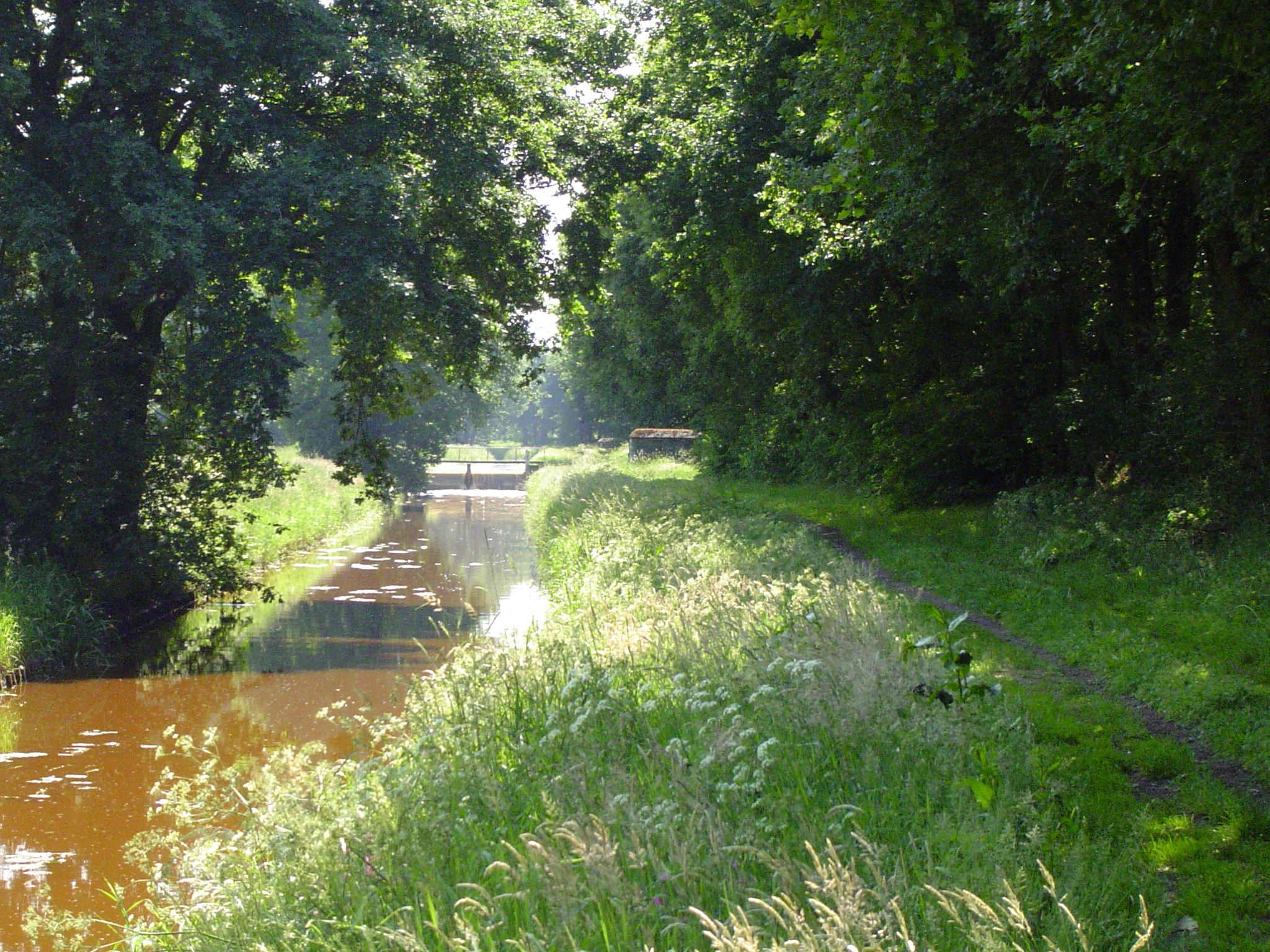
Gassel, Tongelaar, le canal anti-tank
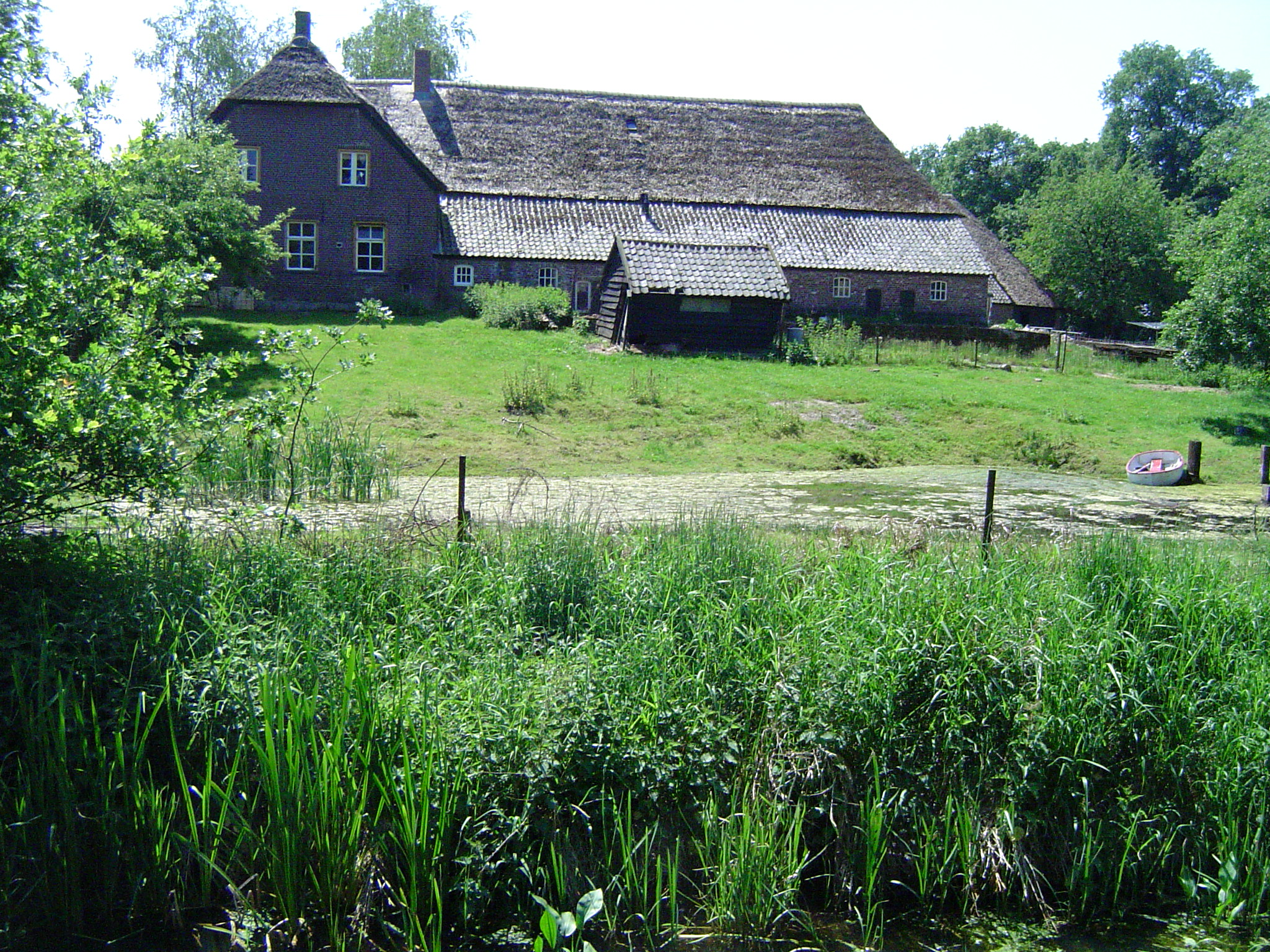
Gassel, domaine Tongelaar, ferme Meijsche Voort
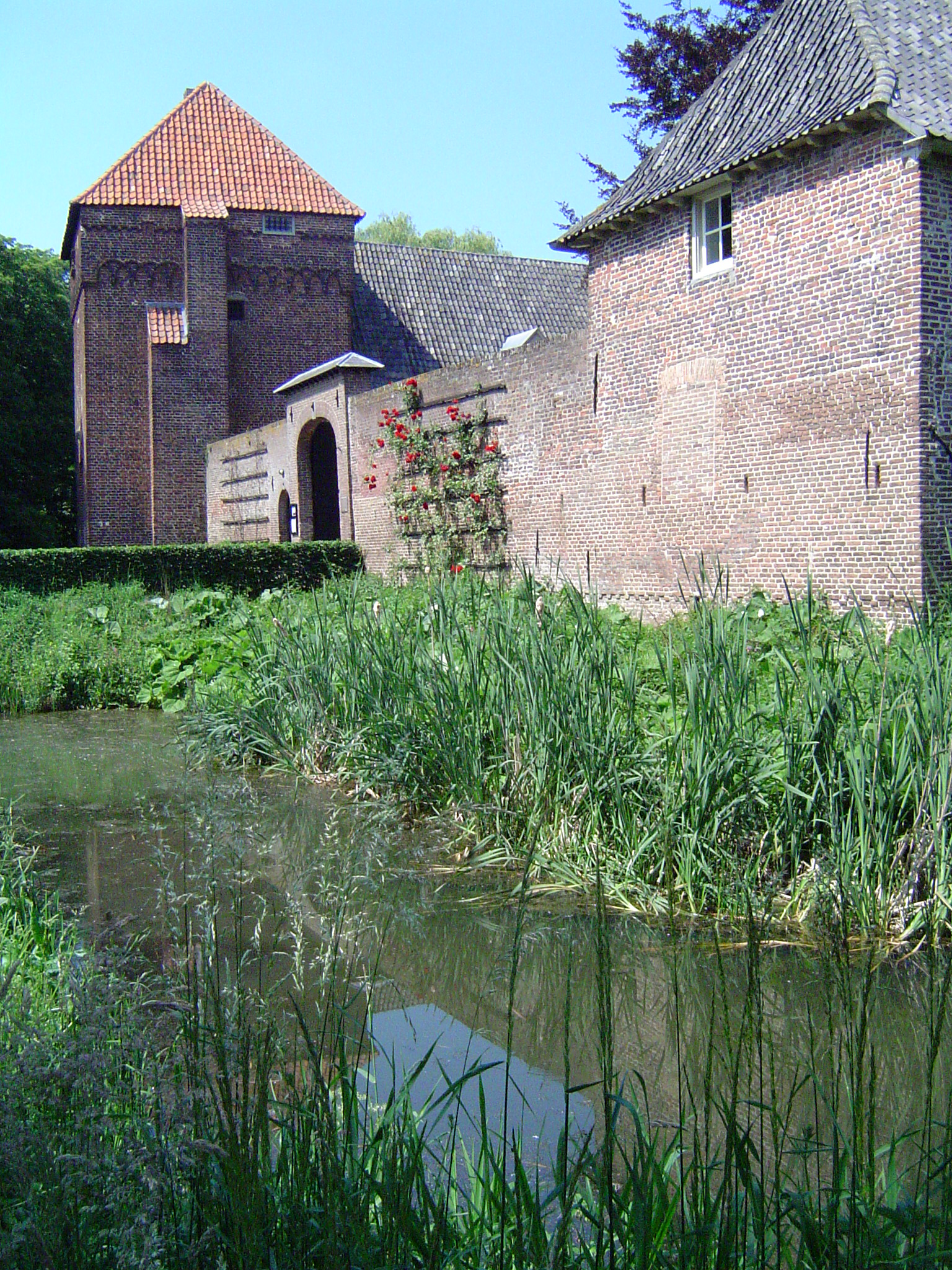
Gassel-Mill, château Tongelaar (manoir)
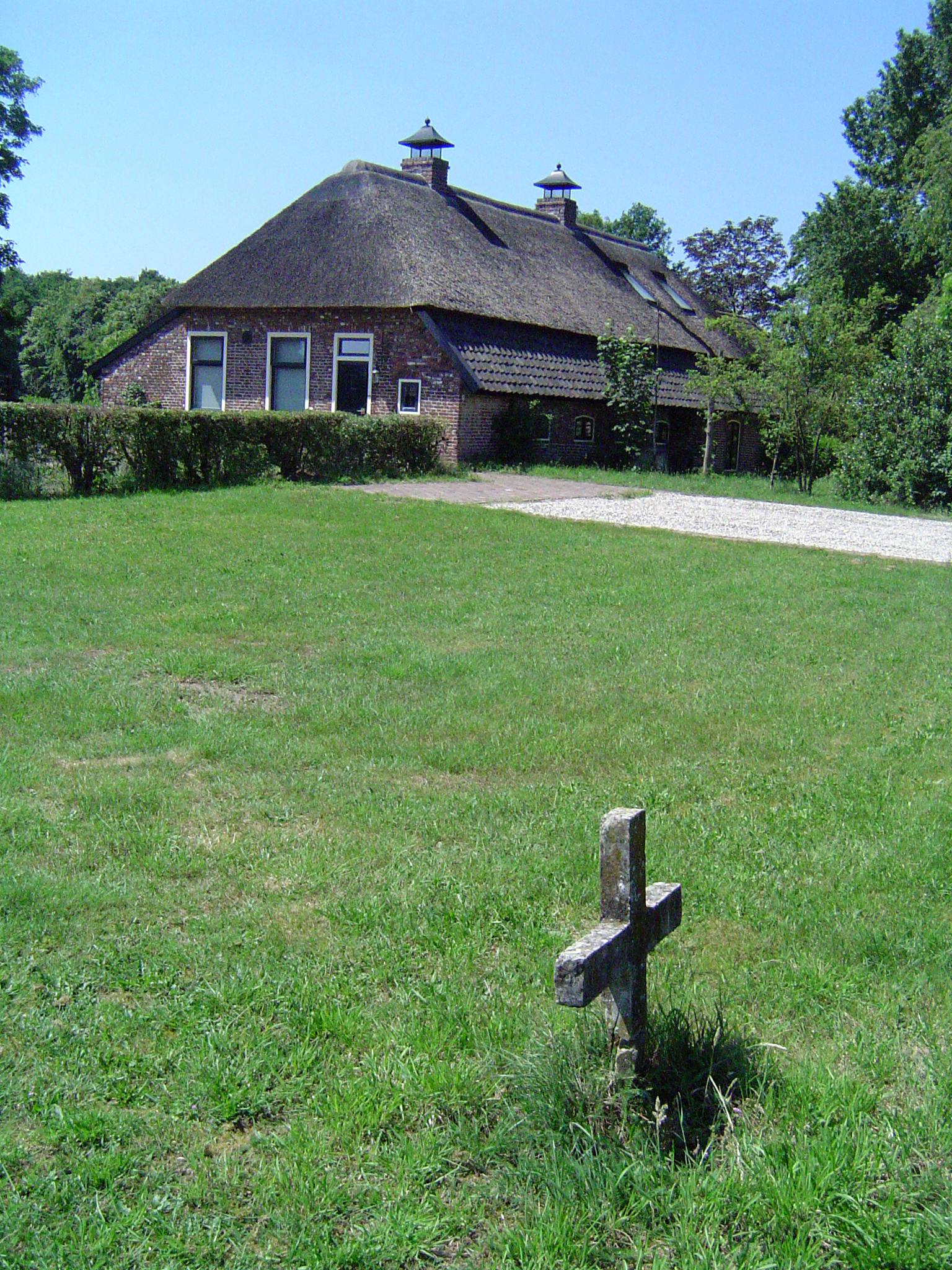
Gassel, ancienne ferme avec tombe protestante
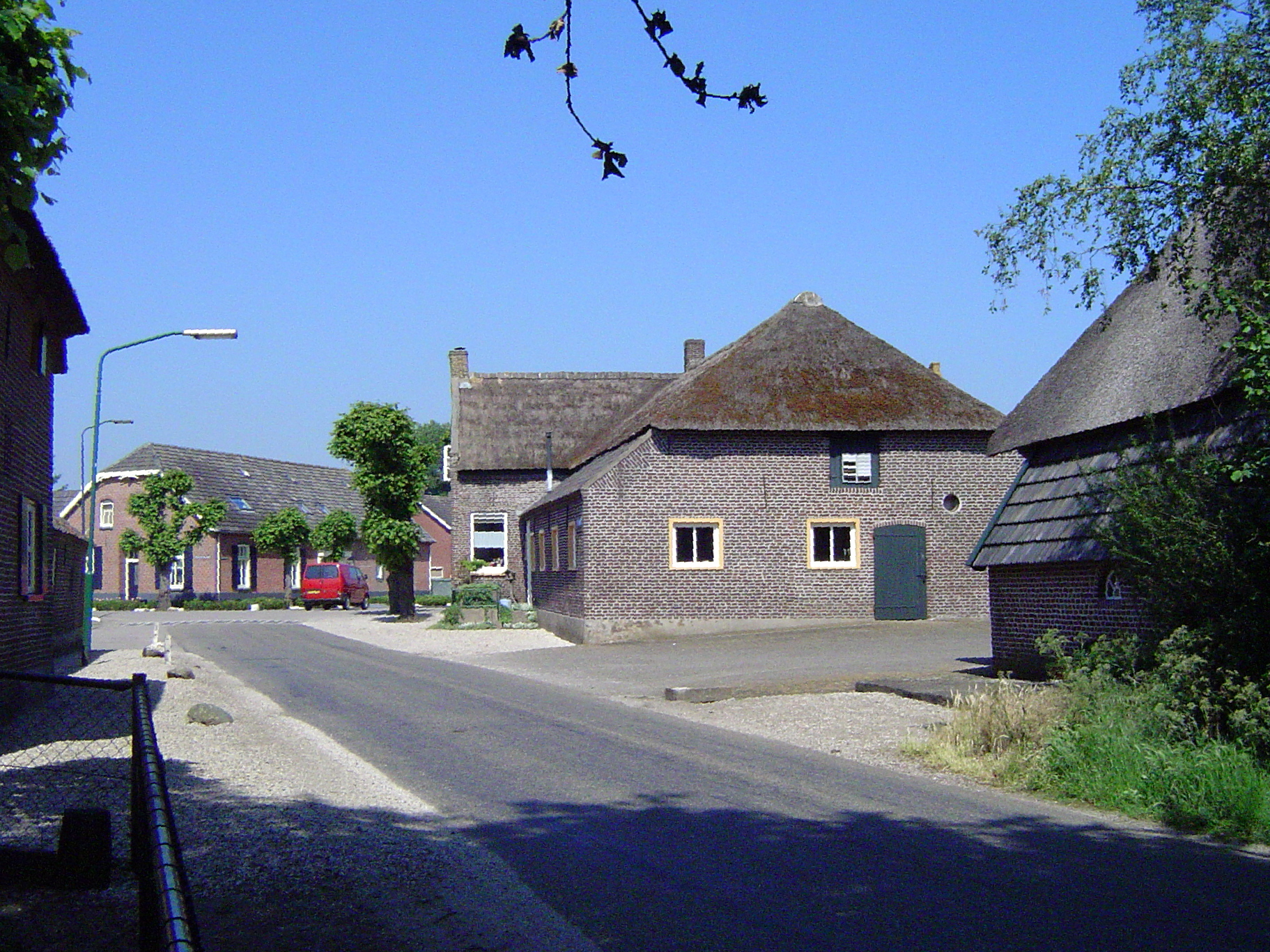
Gassel, fermes à Gassel-nouveau